# Theodor Litolff

Theodor Litolff

Johann Theodor Leonhard Louis Litolff, geboren als Johann Theodor Leonhard Louis Meyer (* 18. März 1839 in Braunschweig; † 10. März 1912 ebenda) war ein bedeutender deutscher Musikverleger.

## Leben und Werk
Theodor Meyer war das einzige Kind des Musikverlegers Gottfried Martin Meyer und dessen erster Ehefrau A.F. Bornecke. Sein Vater hatte am 1. Juni 1828 eine Buch- und Musikalienhandlung in Braunschweig eröffnet. 1846, als Theodor Meyer sieben Jahre alt war, starb sein Vater und dessen zweite Ehefrau Julie, geb. Zimmer, führte das Unternehmen die nächsten vier Jahre allein weiter.
1851 heiratete Meyers Witwe den damals bereits berühmten britischen Komponisten und Pianisten Henry Litolff, einen Freund ihres verstorbenen Mannes. Henry Litolff übernahm den Verlag, benannte ihn in Henry Litolffs Verlag um (in dem u. a. die Collection Litolff erschien) und expandierte in den folgenden Jahren stark. 1859 wurde die Ehe geschieden, 1860 adoptierte Henry Litolff den Stiefsohn seiner geschiedenen Ehefrau, welcher fortan den Familiennamen Litolff trug. Henry Litolff hatte den 14-jährigen Theodor bereits am 17. April 1853 in das Unternehmen aufgenommen und übergab es ihm schließlich am 1. Januar 1860 vollständig, um noch im selben Jahr Braunschweig zu verlassen und sich dauerhaft in Paris niederzulassen.
Unter der Leitung Theodor Litolffs wurde der am Wollmarkt 13 (im Zweiten Weltkrieg vollständig zerstört) gelegene Verlag sehr erfolgreich ausgebaut, Niederlassungen in Paris und New York existierten bereits, sodass der Verlag schließlich Weltgeltung erlangte. Für seine unternehmerische Leistung wurde Litolff 1908 zum Kommerzienrat ernannt. Er war zudem Träger des Braunschweigischen Ordens Heinrichs des Löwen und des preußischen Roten Adlerordens.
Nachdem Theodor Litolff 1912 gestorben war, übernahm sein einziger Sohn Richard (4. Dezember 1868– 26. Dezember 1937) zusammen mit seiner Mutter Hedwig, geb. Meyer, die Verlagsgeschäfte.